# Żeneta etiopska
Żeneta etiopska (Genetta abyssinica) – gatunek ssaka z rodziny wiwerowatych (Viverridae). Mały ssak drapieżny występujący we wschodniej Afryce, nie jest zagrożony wyginięciem.

## Zasięg występowania
Żeneta etiopska występuje nieregularnie w północnej Etiopii, Somalii, Erytrei, Dżibuti i południowo-wschodnim Sudanie.

## Taksonomia
Gatunek po raz pierwszy opisał w 1836 roku niemiecki przyrodnik Eduard Rüppell nadając mu nazwę Viverra abyssinica. Jako miejsce typowe autor wskazał Abisynię, ograniczone przez L. Schlawe'a do Gonder w Etiopii. W rodzaju Genetta został umieszczony w 1930 roku przez Ernsta Schwarza. Wcześniej umieszczany wraz z żenetą sawannową (G. thierryi) w podrodzaju Pseudogenetta. Takson monotypowy.

### Etymologia
Nazwa rodzajowa: starofrancuskie genette – żeneta. Epitet gatunkowy: nowołacińskie Abyssinicus – abisyński, z Abisynii lub Etiopii (arabska nazwa Habaš dla tego regionu). 

## Morfologia
Długość ciała 40,8–43 cm, ogona 38–40,3 cm; masa ciała 1,3–2 kg. Niewielka żeneta z krótkimi nogami i umiarkowanie długim ogonem. Sierść jest miękka, z krótkimi prostymi włosami. Kolor futra od bladego kremowoszarego do żółtego; spód ciała jest jasnoszary. Donoszono o dwóch odrębnych formach kolorystycznych: bladej na nizinach i ciemnej w górach. Czoło jest szare, z cienką ciemną linią pionową na pysku. Ciemna maska na twarzy jest dobrze widoczna i nad oraz pod oczyma występują białe plamy. Paski na karku są dobrze zaznaczone; plamy na boku szyi łączą się w dwie ciemne linie. Ciemna linia znajdująca się w połowie grzbietu jest rozdzielona przez jasne pasmo włosów; nie posiada żadnego grzebienia na grzbiecie. Plamy na grzbiecie grupują się w pięć podłużnych, czarnych pasów. Plamy na bokach również są wydłużone i wyglądają miejscami bardziej jak paski. Ogon ma od siedmiu do dziewięciu bladych pierścieni, występującymi na przemian z ciemnymi pierścieniami; końcówka ogona jest ciemna. Przednie i tylne kończyny są bladoszare z ciemnymi plamami, stopy również są bladoszare ale nie mają żadnych ciemnych plam. Centralna część podeszwy stopy jest bezwłosa. Czaszka jest niewielka. Wzór zębowy: I 3/3, C 01/01, P 4/4, M 2/2 = 40.

## Ekologia

### Tryb życia
Żeneta etiopska zamieszkuje górskie, suche lasy (w których dominują wrzośce drzewiaste (Erica arborea), dziurawce z gatunku Hypericum revolutum i róże abisyńskie (Rosa abyssinica)), górskie wrzosowiska, wysokogórskie obszary trawiaste, stepy i półpustynne obszary na nizinnych równinach. W 2002 roku zaobserwowano zwierzęta na masywie Abune Yosef, w Etiopii na wysokości 3750 n.p.m.. Doniesienia o przebywaniu tego ssaka w pobliżu obszarów miejskim, wymagają potwierdzenia.
Żeneta etiopska prawdopodobnie prowadzi głównie nocny tryb życia; jeden osobnik został zaobserwowany o godz. 18:10. Jednak zgłaszano obserwacje które sugerują pewną aktywność podczas dnia: na wyżynach Etiopii odnotowano obecność tych ssaków o godzinach 13:10, 14:30 i 16:00. Być może dzienna aktywność żenety abisyńskiej w Etiopii jest lokalną adaptacją w odpowiedzi na dobowa aktywność gryzoni na dużych wysokościach, a także być może pomaga zminimalizować bezpośrednią konkurencję ze strony kota nubijskiego (Felis silvestris lybica).
Żeneta etiopska prowadzi najprawdopodobniej samotniczy tryb życia; obserwacje dotyczyły zwykle pojedynczych osobników. Miejsca wypróżniania stwierdzono w afroalpejskich i górskich kompleksach sawanno-leśnych (w każdym z tych obszarów znaleziono średnio 30 odchodów). Jedna latryna została znaleziona na półce skalnej na wysokości 3750 m n.p.m., na obszarze stepowym bogatym w wysoką trawę, olbrzymie lobelie i przegorzany. Dwie latryny zostały znalezione w obrębie obszaru afroalpejskiego na wysokości 3680 m n.p.m.; znajdowały się w skalistych otworach u podstawy skarpy, na obszarze o stromych zboczach, wśród średnich i wysokich traw oraz rozrzuconych lobelii. Jeszcze inna latryna została znaleziona na półce skalnej na wysokości 2150 m n.p.m., na otwartej przestrzeni krzewiasto-trawiastej, zdominowanej przez kilka gatunków akacji.

### Pożywienie
Żeneta etiopska wydaje się być głównie mięsożerna. Na etiopskich wyżynach, analiza 25 odchodów wykazała, że w skład pożywienia wchodzą małe kręgowce (głównie gryzonie), z mniejszymi ilościami owadów i owoców. Stwierdzono różnice w składzie pożywienia zależne od miejsca występowania, co sugeruje oportunistyczne zużycie najbardziej dostępnych źródeł żywności. W obszarach afroalpejskich, w 15 odchodach znaleziono głównie szczątki gryzoni (kusu (Arvicanthis) i szczoteczniczka (Lophuromys)), z niewielkimi ilościami ptaków wróblowych, chrząszczy (Coleoptera) i owoców. W obszarach sawanno-leśnych, w 10 badanych odchodach znaleziono również gryzonie i ptaki, ale zanotowano więcej owadów i owoców niż w odchodach znalezionych na wyższych wysokościach.

### Rozród
Nic nie wiadomo na temat zachowań rozrodczych, rozrodu i wychowu młodych.

## Status i zagrożenia
W Czerwonej księdze gatunków zagrożonych Międzynarodowej Unii Ochrony Przyrody i Jej Zasobów został zaliczony do kategorii LC (ang. Least Concern – najmniejszej troski). Główne zagrożenia dla tego gatunku są niejasne. Być może narażone są na utraty siedlisk z powodu wyrębu i uprawy lasów akacjowych i terenów krzewiastych. Obecny stan populacji nie jest znany, ale uznawany jest za gatunek rzadki. Gatunek znany tylko z 20 okazów oraz garści obserwacji. Istnieje potrzeba dalszych badań terenowych, aby lepiej zrozumieć jego wymagania siedliskowe, stan populacji oraz ekologię.